# Євген Афінеєвський
Євген Афінеєвський (21 жовтня 1972, Казань, Татарська АРСР, Російська РФСР) — ізраїльсько-американський режисер, продюсер, актор, сценарист, президент компанії New Generation Films (Голівуд, США).
На початку 1990-х емігрував до США.
Режисер фільму «Зима у вогні» про українську Революцію гідності. Фільм отримав приз глядацьких симпатій за найкращий документальний фільм на кінофестивалі в Торонто (Канада).
Восени 2015 року нагороджений відзнакою Президента України — хрестом Івана Мазепи.
У січні 2016 року фільм Євгена Афінеєвського і студії Netflix «Зима у вогні» 2013—2014 років був номінований на премію «Оскар».
Євген Афінеєвський казав: «Я дуже люблю спонтанність документального кіно: можна просто узяти камеру і слухати історії простих людей, що не потрапляють у газетні заголовки». .

## Особисте життя
Євген Афінеєвський відкритий гей.